# Исатай (Атырауская область)
Исатай (каз. Исатай) — село в Исатайском районе Атырауской области Казахстана. Административный центр Исатайского сельского округа. Находится примерно в 83 км к юго-западу от села Аккистау, административного центра района. Код КАТО — 234239100.
Вблизи села были обнаружены Атырауские археологические памятники.

## Население
В 1999 году население села составляло 1354 человек (670 мужчин и 684 женщины). По данным переписи 2009 года, в селе проживало 1501 человек (748 мужчин и 751 женщина).

## Галерея
- ул.Бейбітшілік
- Детская площадка
- Медпункт
- Акимат